# 목각

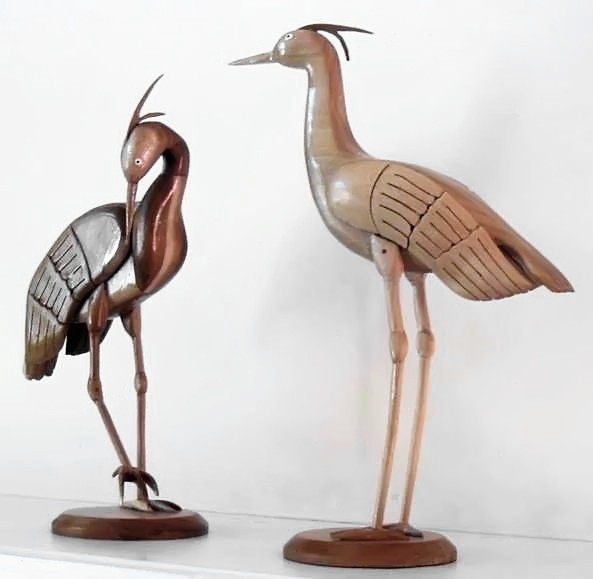
두루미 목각 인형

목각(木刻)은 나무를 이용해 조각하는 일을 말한다. 목조(木彫)라고도 한다.

## 개요
목조는 목재를 소재로 한 조각이다. 소재가 갖는 양감, 질감을 살리는 것이 목조의 생명이라 할 수 있다. 목조는 특히 만드는 사람의 정신과 기술 연마의 정도가 그대로 드러나게 마련이다. 즉 실재로서의 나무를 직접 사용하는 이상 소재의 장점, 단점을 잘 아는 것으로부터 시작된다. 나무의 내구성에 대해서는 기품도 높은 장목(樟木), 노송나무, 느티나무, 벚나무를 들 수 있다, 양목(良木)에 대해서는 목절면(木切面)을 보자면 순조롭게 성장한 표시로서 심(芯)이 중앙에 있고 나이테가 가늘고 뿌리 밑과 끝과의 차이가 극단적이지 않다. 겉재목(邊材)이 많은 목재는 광택이 있다. 목재에는 목표(木表), 목리(木裏), 거꾸로결 등이 있고, 수피(樹皮)에 가까운 쪽의 목표는 수축, 균열은 크지만 광택면에서 보건 나뭇결의 아름다움에서 보건 목조가는 목표를 정면에서 사용한다. 다만 자체(姿體)의 관계에서 곧은결을 정면으로 할 경우도 있다.
구입한 목재는 반드시 침목(沈木)을 놓아서 통풍을 잘 하고 직접 볕에 쬐지 않도록 보존한다. 한편 악목(惡木)에 대한 지식도 가지고 있어야 한다. 즉 심이 기울어져 있는 것, 보푸라기가 많은 나무는 제대로 자라지 못한 증거이다. 오랫동안 보존할 때에는 통나무를 잘라진 틈을 통하여 잘라 놓는다.
재료와 기술면에서 보자면 정면으로 곧은 결을 내는 편이 좋은 경우와 널빤지의 결을 내는 편이 좋을 경우가 있다. 다음에 나무결에 거슬러서 칼을 움직이면 거꾸로결이 되어서 칼을 움직일 수가 없게 된다. 거칠게 새길 경우 거꾸로결이 생길 때는 옆으로 미는 방법으로 칼을 움직이도록 한다. 칼자국에 의하여 작품에 미치는 효과도 또한 크다. 거친 도흔 등은 개성표현의 한 요소이기도 하다. 또한 도흔은 시대를 식별할 수가 있는 중요한 조형요소이다.

## 목조의 연모
목공용 연장으로 충분한데, 오랜 경험과 전문가들의 연구에 의하여 일반적으로 사용되고 있는 것을 기술하여 보겠다. 우선 필요한 것은 톱이다. 다음은 거칠게 파기 위한 끌칼, 둥근 끌 대소 여러개를 준비한다. 당연히 나무망치, 쇠망치가 필요하게 되고 창칼, 평칼의 대소 수개를 마련한다. 숫돌은 인조숫돌, 거친 숫돌, 약간 거친 숫돌, 중치 숫돌, 마무리 숫돌 등을 준비한다. 간접적으로 갖추어 둘 소도구로서는 대패, 까뀌, 금반(金盤), 쇠자(직각자) 등을 필요로 한다.
톱을 우선 도구의 첫째로 든 이유는 목조는 새긴다는 말에서 '파고, 깎는다'는 생각이 앞서, 우선 칼을 사용하므로 조상이 얕은 맛으로 빠져 버린다. 톱을 교묘히 구사하자면 형을 강력하게 그리고 양으로서 커다랗게 면(面)으로서 포착하면 된다. 이러한 의미에서 칼이나 끌은 될 수 있는 대로 최후에 사용하도록 유의한다. 마무리는 도구는 창칼, 둥근칼, 평칼의 삼종으로 거의 시종하게 된다.
옛부터 운도법(運刀法)이라고 하여 칼의 움직임이 형상과 미적인 감성을 잇는 도(道)로서 한국은 물론이거니와 이집트, 그리스에서도 격심하게 제자들을 연마, 습득시킨 예가 오늘날 유품을 통하여 잘 나타나 있다. 목조에서는 특히 칼을 구사하는 기초로서 칼을 움직이는 방법, 칼 종류를 구별하여 쓰는 것을 연습하기 위하여 '널빤지 파기(板彫)'를 시켰다. 창칼로 선을 잘라내는 연습, 둥근칼로 선을 고랑(홈)으로서 파는 연습, 이것들을 음각 또는 양각으로서 수련시켰다. 다음으로 '면과 면의 이음매 파기'의 운도법을 연습한다. 이 조법은 창칼, 평칼, 둥근칼의 세 가지 칼을 사용하여 지극히 두께가 옅은 부조를 만드는 엄격한 수련이 반복되었다.

## 직접법
직접법(直接法)은 '바로 새기기'라고도 하여 목재에 직접 데생을 하고서 파나가는 방법이다. 우선 용재에 형상의 정면을 그린다. 다음으로 용재의 측면에 정면과 연계된 형상의 데생을 그린다. 여분이 되는 곳을 가능한 한 톱으로 잘라내고, 끌로 파나간다. 이 방법은 목조의 본디 자세이다. 따라서 목재의 취급, 형의 제약－동세의 제약－ 등이 있는데, 양감이나 재질감 따위를 충분히 발휘할 수 있는 방법이다. 이러한 목조의 특질로서 중량감, 긴장감, 충실감을 받게 된 것은 나무와 기교와 작자의 시혼(詩魂)이 교차되는 바로 파기(直彫)의 재주가 낳았다고 할 수 있다.

## 눈어림잡기 방법
찰흙 또는 유토(油土)로 만든 원형을 목칙에 의하여 목재에 파나가는 방법이다. 그 원형은 어디까지나 최종 목적인 목조로서 만들어진 것이 아니어서는 안 된다.

## 전사기에 의한 방법
찰흙 또는 석고의 원형은 목조용으로서 제작됨이 요긴한 일이다. 즉 목조와 소조는 재료와 표현수단이 이미 다르게 되고 있고 표형 형식도 저절로 달라진다. 형상의 표면의 뉘앙스도 전혀 다른 것이다. 그렇기 때문에 처음부터 나무에 치환(置換)된 효과를 항상 생각하면서 원형(찰흙으로)을 만들어 놓지 않으면 안 된다. 전사기(轉寫機)를 사용하는 목적은 원형의 형상을 가장 합리적으로 또한 정확하게 용재에 베껴내는 데 있다. 용재 중에는 형상을 찾아 불필요한 부분을 측정하고, 톱을 사용할 수 있는 부분은 될 수 있는 대로 톱을 사용하여서 잘라내어 형을 좁혀 가는 합리적인 방법이다. 요컨대 전사기의 기능은 용재 중에서 원형을 재현시키는 기계이다. 그러나 최후의 마무리는 목조가의 직관(直觀)에 의하여 끌이나 창칼로 새겨나가는 것이다.

## 같이 보기
- 목판화
- 목공